# Giv'at Ze'ev
Giv'at Ze'ev, parfois Guivat Zeev (hébreu: גבעת זאב) est une colonie israélienne, considérée comme illégale par la communauté internationale, située en Cisjordanie, territoire palestinien occupé. Elle est fondée en 1982.  
Elle est déclarée conseil local en 1984.

## Vie religieuse
Le Rav de la ville est R Yossef Toledano gendre du fameux Baba Meir Abihssira.[Quand ?]
La ville comporte quelque vingt synagogues orthodoxes. Elle est marquée par la présence de Koumi lah (yéchiva et communauté francophone). Ces institutions sont particulièrement adaptées au public désireux d'une étude intéressante et ouverte, de tous les textes traditionnels, et notamment le Talmud. De nombreux étudiants y ont déjà séjourné, puis s'y sont installés, rejoignant ainsi les familles de la communauté.
En octobre 2015, s'est installée la Yeshiva de Ner Yossef dirigée par le Rav Eliyahou Benhamou. Celle-ci était la section française de la Yeshiva Or Hahaim du quartier Bukharim (proche de Mea Shearim) dirigée par le Rav Elbaz.
On peut également trouver la hassidout de Karlin.
Le 16 mai 2021, l'effondrement de gradins dans une synagogue de la ville fait deux morts et plus de 200 blessés.

## Situation juridique
La communauté internationale dans son ensemble considère les colonies israéliennes de Cisjordanie illégales au regard du droit international mais le gouvernement israélien conteste ce point de vue. 